# Lista monumentelor istorice din județul Mureș - G

Simbol pentru monumentele istorice

Lista monumentelor istorice din județul Mureș - G cuprinde monumentele istorice înscrise în Patrimoniul cultural național al României și aflate în localități ce încep cu litera G din județul Mureș.
Lista completă este menținută și actualizată periodic de către Ministerul Culturii, Cultelor și Patrimoniului Național din România, prin intermediul Institutului Național al Patrimoniului, ultima versiune datând din 2015. Această listă cuprinde și actualizările ulterioare, realizate prin ordin al ministrului culturii.
| Cod LMI                               | Denumire                                                    | Localitate                              | Localizare                                                                   | Datare, Creatori                                                    | Imagine               | Erori             |
| ------------------------------------- | ----------------------------------------------------------- | --------------------------------------- | ---------------------------------------------------------------------------- | ------------------------------------------------------------------- | --------------------- | ----------------- |
| MS-I-s-B-15377 (RAN: 118780.01)       | Așezarea de epoca bronzului de la Gălățeni                  | sat Gălățeni; comuna Păsăreni           | „Gyepüszegárka”, pe dealul din marginea satului 46.48333°N 24.81667°E        | Epoca bronzului                                                     | Încarcă foto \| video | Raportează eroare |
| MS-I-s-B-15378 (RAN: 114774.01)       | Necropola de la Gheja                                       | localitate componentă Gheja; oraș Luduș | la marginea de est a satului                                                 | sec. IV p. Chr.                                                     | Încarcă foto \| video | Raportează eroare |
| MS-I-s-B-15379 (RAN: 117051.01)       | Situl arheologic de la Ghindari                             | sat Ghindari; comuna Ghindari           | „Ascuțișul cetății” (Mákavár)                                                |                                                                     | Încarcă foto \| video | Raportează eroare |
| MS-I-m-B-15379.01 (RAN: 117051.01.02) | Așezare                                                     | sat Ghindari; comuna Ghindari           | „Ascuțișul cetății” (Mákavár), la S de sat, pe malul Târnavei 46.5°N 24.95°E | sec. XV - XVII                                                      | Încarcă foto \| video | Raportează eroare |
| MS-I-m-B-15379.02 (RAN: 117051.01.01) | „Dava” de la Ghindari                                       | sat Ghindari; comuna Ghindari           | „Ascuțișul cetății” (Mákavár), la S de sat, pe malul Târnavei 46.5°N 24.95°E | Latène, Cultura geto-dacică                                         | Încarcă foto \| video | Raportează eroare |
| MS-I-s-B-15380 (RAN: 120094.01)       | Drum roman                                                  | sat Grâușorul; comuna Vărgata           | în partea de N a satului 46.61666°N 24.83333°E                               | Epoca romană                                                        | Încarcă foto \| video | Raportează eroare |
| MS-I-s-B-15381 (RAN: 117328.01)       | Situl arheologic de la Gurghiu                              | sat Gurghiu; comuna Gurghiu             | „dealul Rakoczi”, „dealul Cetății”                                           |                                                                     | Încarcă foto \| video | Raportează eroare |
| MS-I-m-B-15381.01 (RAN: 117328.01.02) | Cetate                                                      | sat Gurghiu; comuna Gurghiu             | „dealul Rakoczi”, „dealul Cetății”                                           | sec. XIV                                                            | Încarcă foto \| video | Raportează eroare |
| MS-I-m-B-15381.02 (RAN: 117328.01.01) | Cetate medievală                                            | sat Gurghiu; comuna Gurghiu             | „dealul Rakoczi”, „dealul Cetății”                                           | Epoca medievală                                                     | Încarcă foto \| video | Raportează eroare |
| MS-I-s-B-15382 (RAN: 117328.02)       | Așezarea romană de la Gurghiu                               | sat Gurghiu; comuna Gurghiu             | în vatra satului 46.78333°N 24.85833°E                                       | Epoca romană                                                        | Încarcă foto \| video | Raportează eroare |
| MS-II-m-A-15675 (RAN: 118870.02)      | Biserica unitariană                                         | sat Gălățeni; comuna Păsăreni           |                                                                              | sec. XV - XVIII                                                     | Alte imagini          | Raportează eroare |
| MS-II-m-A-15677 (RAN: 116876.05)      | Casa Tolnay                                                 | sat Gălești; comuna Gălești             | Str. Principală 54                                                           | sec. XVII                                                           |                       | Raportează eroare |
| MS-II-a-A-15678 (RAN: 116947.02)      | Ansamblul castelului Rhédei-Rothenthal                      | sat Seuca; comuna Gănești               | 112 46.33159°N 24.32893°E                                                    | sec. XVIII - XIX                                                    | Alte imagini          | Raportează eroare |
| MS-II-m-A-15678.01                    | Castelul Rhédei-Rothenthal, Corp A                          | sat Seuca; comuna Gănești               | 112                                                                          | 1898                                                                |                       | Raportează eroare |
| MS-II-m-A-15678.02                    | Castelul Rhédei-Rothenthal, Corp B                          | sat Seuca; comuna Gănești               | 112                                                                          | sec. XVIII                                                          |                       | Raportează eroare |
| MS-II-m-A-15679 (RAN: 116947.03)      | Biserica romano-catolică                                    | sat Gănești; comuna Gănești             | 490                                                                          | 1806 - 1809                                                         | Alte imagini          | Raportează eroare |
| MS-II-m-B-15680 (RAN: 114774.04)      | Castelul Bánffy                                             | localitate componentă Gheja; oraș Luduș | Str. Castelului 3, la marginea satului 46.44307°N 24.06075°E                 | înc. sec. XIX                                                       | Alte imagini          | Raportează eroare |
| MS-II-m-B-15681                       | Ruinele cetății Maka                                        | sat Ghindari; comuna Ghindari           |                                                                              | sec. XIV                                                            | Încarcă foto \| video | Raportează eroare |
| MS-II-m-B-15682                       | Biserica reformată                                          | sat Ghindari; comuna Ghindari           | 460                                                                          | sec. XVIII - XIX                                                    | Alte imagini          | Raportează eroare |
| MS-II-m-B-15683 (RAN: 117122.04)      | Biserica de lemn „Sf. Arhangheli”                           | sat Glodeni; comuna Glodeni             | 328 46.65739°N 24.60299°E                                                    | sec. XVII                                                           | Alte imagini          | Raportează eroare |
| MS-II-m-B-15684                       | Conacul Teleki                                              | sat Glodeni; comuna Glodeni             | 369 46.65412°N 24.60897°E                                                    | 1872                                                                | Alte imagini          | Raportează eroare |
| MS-II-a-A-15686                       | Ansamblul bisericii reformate din Gogan-Varolea             | sat Gogan; comuna Bahnea                | 199                                                                          | sec. XIII - XVIII                                                   | Alte imagini          | Raportează eroare |
| MS-II-m-A-15686.01                    | Biserica reformată                                          | sat Gogan; comuna Bahnea                | 199                                                                          | sec. XIII - XVIII                                                   | Alte imagini          | Raportează eroare |
| MS-II-m-A-15686.02                    | Clopotniță din lemn                                         | sat Gogan; comuna Bahnea                | 199                                                                          | sec. XVIII                                                          |                       | Raportează eroare |
| MS-II-m-A-15686.03                    | Casa parohială                                              | sat Gogan; comuna Bahnea                | 199                                                                          | sec. XVI                                                            | Încarcă foto \| video | Raportează eroare |
| MS-II-m-A-15687 (RAN: 115557.06)      | Biserica reformată                                          | sat Goreni; comuna Batoș                | 171                                                                          | sec. XVII, ref. 1889-1890                                           | Alte imagini          | Raportează eroare |
| MS-II-m-A-15688 (RAN: 117186.08)      | Biserica reformată cu turnul-clopotniță                     | sat Gornești; comuna Gornești           |                                                                              | biserica sec. XV - XIX, turn 1797                                   | Alte imagini          | Raportează eroare |
| MS-II-a-A-15689                       | Ansamblul castelului Teleki                                 | sat Gornești; comuna Gornești           | 479 46.66952°N 24.64542°E                                                    | sec. XVIII - XIX Andreas Mayerhoffer, József Mayerhoffer (arhitect) | Alte imagini          | Raportează eroare |
| MS-II-m-A-15689.01                    | Castelul Teleki                                             | sat Gornești; comuna Gornești           | 479                                                                          | 1771 - 1778                                                         |                       | Raportează eroare |
| MS-II-m-A-15689.02                    | Parc                                                        | sat Gornești; comuna Gornești           | 479                                                                          | sec. XIX                                                            |                       | Raportează eroare |
| MS-II-m-B-15690 (RAN: 116091.02)      | Biserica de lemn „Sf. Arhangheli” și „Sf. Ioan Botezătorul” | sat Grindeni; comuna Chețani            | 134                                                                          | sec. XVIII                                                          | Alte imagini          | Raportează eroare |
| MS-II-a-A-15691 (RAN: 117328.04)      | Fabrica de porțelan                                         | sat Gurghiu; comuna Gurghiu             |                                                                              | sec. XVII                                                           | Încarcă foto \| video | Raportează eroare |
| MS-II-a-A-15692                       | Ansamblul castelului Bornemisza                             | sat Gurghiu; comuna Gurghiu             | Str. Eroilor 2 46.77324°N 24.85919°E                                         | sec. XVIII - XIX                                                    | Alte imagini          | Raportează eroare |
| MS-II-m-A-15692.01                    | Castelul Bornemisza                                         | sat Gurghiu; comuna Gurghiu             | Str. Eroilor 2                                                               | sec. XVIII - XIX                                                    |                       | Raportează eroare |
| MS-II-m-A-15692.02                    | Capela Rakoczi și turnul                                    | sat Gurghiu; comuna Gurghiu             | Str. Eroilor 2                                                               | 1730 (capela),1867 (turnul)                                         | Încarcă foto \| video | Raportează eroare |
| MS-II-m-A-15692.03                    | Parc dendrologic                                            | sat Gurghiu; comuna Gurghiu             | Str. Eroilor 2                                                               | sec. XIX                                                            | Încarcă foto \| video | Raportează eroare |
| MS-IV-m-A-15685 (RAN: 117122.03)      | Cripta Teleki                                               | sat Glodeni; comuna Glodeni             |                                                                              | 1802                                                                | Încarcă foto \| video | Raportează eroare |
| MS-IV-m-A-16101 (RAN: 117186.06)      | Cripta Teleki                                               | sat Gornești; comuna Gornești           | f. n.                                                                        | 1764                                                                | Încarcă foto \| video | Raportează eroare |